# Li Chunxiu
Li Chunxiu (en chinois : 李春秀, née le 13 août 1969) est une athlète chinoise spécialiste du 10 kilomètres marche. 

## Carrière

### Palmarès
| Date | Compétition                           | Lieu      | Résultat | Performance    |
| ---- | ------------------------------------- | --------- | -------- | -------------- |
| 1992 | Jeux olympiques d'été                 | Barcelone | 3e       | 44 min 41 s    |
| 1993 | Championnats d'Asie d'athlétisme 1993 | Manille   | 2e       | 48 min 01 s 14 |
| 1993 | Jeux de l'Asie de l'Est               | Shanghai  | 1re      | 45 min 00 s 32 |

### Records
| Épreuve              | Performance | Lieu | Date |
| -------------------- | ----------- | ---- | ---- |
| 10 kilomètres marche | 41 min 48 s |      | 1993 |